# Scienza del testo
La scienza del testo è una scienza che studia la letteratura artistica come fenomeno culturale umano. 
Il termine italiano "scienza del testo" proviene dal tedesco Literaturwissenschaft. Il termine fu coniato dal germanista Ernst Elster nel suo libro Prinzipien der Literaturwissenschaft (I principi della scienza del testo, 1897).
Le branche principali sono: la teoria della letteratura e la storia della letteratura, mentre alcuni studiosi sottolineano che anche il folclore è una branca importante della scienza del testo. Questa scienza comprende molte correnti anche non tradizionali, come quella psicoanalitica e quella psichiatrica. 
Tra le discipline ausiliarie troviamo la bibliografia, la testologia e la paleografia. 
È opportuno fare una distinzione tra la scienza del testo e la critica letteraria.